# هالدور لاكسنس

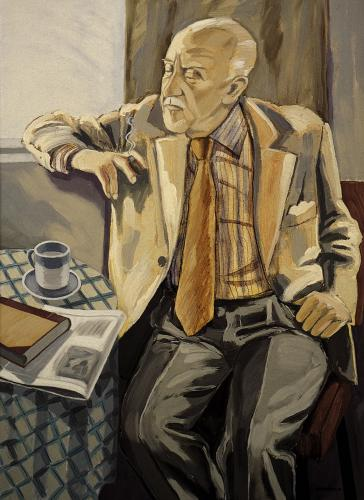
هالدور لاكسنس

هالدور كِليان لاكسنس (بالآيسلندية: Halldór Kiljan Laxness) هو أديب آيسلندي ولد (بِاسم Halldór Guðjónsson) بالقرب من ريكياڤيك في آيسلندا بتاريخ 23 أبريل 1902 وتوفي في 8 فبراير عام 1998. مُنِح جائزة لينين الدولية للسلام سنة 1952، وفي 1953 نالَ جائزة الاتحاد السوڤييتي للسلام. وفي سنة 1955حصلَ على جائزة نوبل للآداب. تتمحور جميع أعماله حول بلده آيسلندا. ويعتبر سيّد الرواية الآيسلندية المعاصرة بلا منازع، وأحد الروائيين البارزين في القرن العشرين. كتبَ أكثر من ستين كتابًا، بما في ذلك الرواية والشعر والمقالات الصحفية والمسرحيات والقصص القصيرة. تأثر بسيغموند فرويد وآرنست همينغواي وكنوت هامسون وسنكلير لويس وبرتولت برخت وأبتون سنكلير وأوغست ستريندبرغ.
نشر أول رواية له في سن السابعة عشرة من عمره تناول فيها مرحلة طفولته، وأطلق على الرواية اسم «طفل الطبيعة» وكان ذلك في سنة 1919. وكانت روايته الثالثة «النساج العظيم من كشمير» هي من لفتت أنظار الأوساط الأدبية إليه، والتي نُشرت عام 1929.
من أعماله البارزة أيضًا: «أناسٌ مُستقلّون» والتي نُشِرت بين عامي 1934 و1935، و«حين تغنّي الأسماك»، و«ضوء العالم»، و«أسفل النهر الجليدي»، و«سَالكا ڤَالكا»، و«المحطة الذرية»، و«الجرس الآيسلندي».
تخرج لاكسنس من المدرسة اللاتينية الآيسلندية وبعدها زار أرجاء أوروبا لدراسة الديانة المسيحية واللغات الأجنبية، وفي النهاية قرر عدم دخول سلك الرهبنة. وعند انتهاء الحرب العالمية الأولى، أمضى زمنا طويلا في أوروبا والولايات المتحدة، وحاول أن يجد لنفسه عملا في هوليوود ككاتب سيناريو بين 1927 و 1929.

## روابط خارجية
- هالدور لاكسنس على موقع IMDb (الإنجليزية)
- هالدور لاكسنس على موقع الموسوعة البريطانية (الإنجليزية)
- هالدور لاكسنس على موقع مونزينجر (الألمانية)
- هالدور لاكسنس على موقع ميوزك برينز (الإنجليزية)
- هالدور لاكسنس على موقع قاعدة بيانات برودواي على الإنترنت (الإنجليزية)
- هالدور لاكسنس على موقع إن إن دي بي (الإنجليزية)
- هالدور لاكسنس على موقع أول ميوزيك (الإنجليزية)
- هالدور لاكسنس على موقع ديسكوغز (الإنجليزية)
- هالدور لاكسنس على موقع قاعدة بيانات الفيلم (الإنجليزية)